# Gran Premio del Festival Hispanoamericano de la Danza y la Canción
Gran Premio del Festival Hispanoamericano de la Danza y la Canción es un álbum de música afroperuana publicado en 1973 del grupo Perú Negro.

## Historia
El conjunto folklórico Perú Negro fue fundado en 1969 por Ronaldo Campos, quien pertenecía a la compañía de Teatro y Danzas Negras del Perú de Victoria Santa Cruz. En octubre de ese año Perú Negro ganó el Gran Premio en el Festival Hispanoamericano de la Danza y la Canción en el Luna Park de Buenos Aires, Argentina, con el programa Y la Tierra se hizo Nuestra creado por el poeta César Calvo, con la colaboración de Guillermo Thorndike y Chabuca Granda.
En 1973 publicaron este disco en Perú, a cargo de la discográfica El Virrey, y en España, por Movieplay. El álbum contiene nueve canciones, de las cuales siete son cantos tradicionales y dos creaciones nuevas de César Calvo.

## Canciones
Las canciones que componen el disco son:
| Lado A |                                   |              |          |  |
| N.º    | Título                            | Escritor(es) | Duración |  |
| 1.     | «Pobre negrita» (Tradicional)     |              |          |  |
| 2.     | «Los machetes» (Danza regional)   |              |          |  |
| 3.     | «Toro mata» (Danza regional)      |              |          |  |
| 4.     | «Navidad negra y zapateo criollo» | César Calvo  |          |  |

| Lado B |                                            |              |          |  |
| N.º    | Título                                     | Escritor(es) | Duración |  |
| 5.     | «Canción para Ekué»                        | César Calvo  |          |  |
| 6.     | «Landó» (Danza regional)                   |              |          |  |
| 7.     | «El payandé» (Danza regional)              |              |          |  |
| 8.     | «Negrito de dónde vienes» (Danza regional) |              |          |  |
| 9.     | «Ollita nomá» (Danza regional)             |              |          |  |